# Karel-Troepen-Kruis

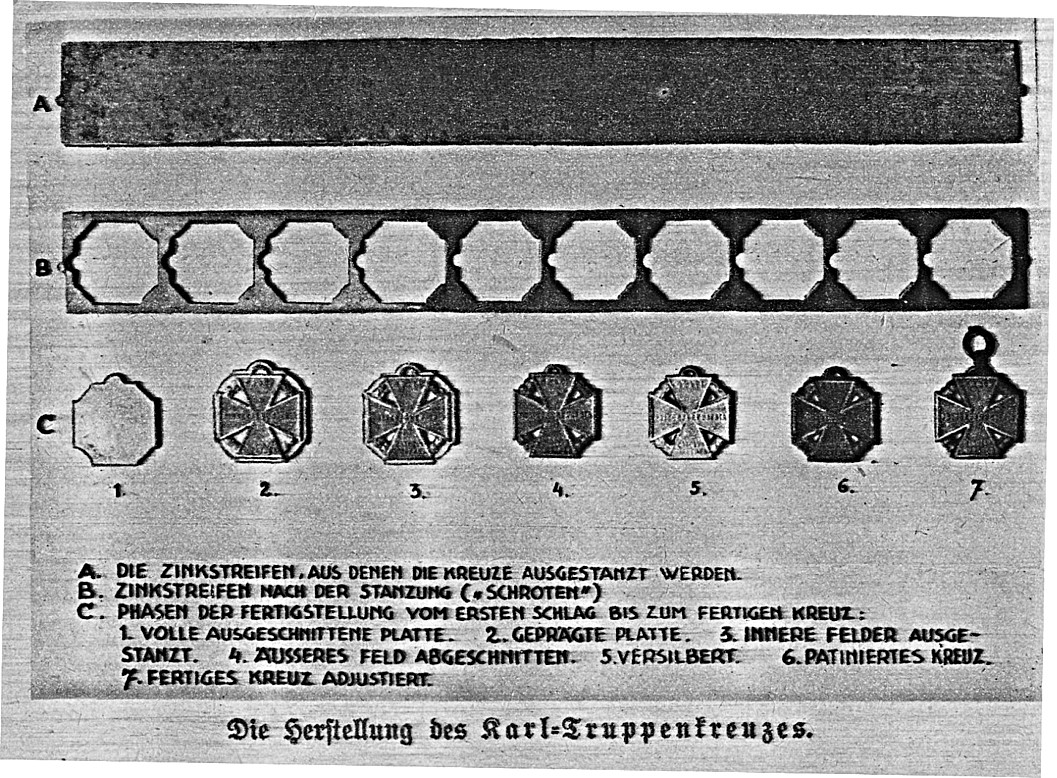
De machinale fabricage van het uit een strip metaal gestanste kruis.

Het Karel-Troepen-Kruis (Duits: Karl-Truppenkreuz, ook wel Karl-Truppen-Kreuz) werd op 13 december 1916 door keizer Karel van Oostenrijk, apostolisch koning van Hongarije, ingesteld. Het is een militaire onderscheiding en het kruis was bestemd voor de soldaten van het Oostenrijks-Hongaarse leger dat op drie fronten, op de Balkan, in Rusland en in Italië vocht.
Om voor het kruis in aanmerking te komen moest men 12 weken aan het front hebben gediend en aan een veldslag hebben deelgenomen.
Het kruis is een zogenaamd "Tatzenkreuz" en het werd, vanwege de penibele toestand van de Oostenrijkse oorlogseconomie en het tekort aan grondstoffen uit een oorlogsmetaal, in dit geval was het zink geslagen.
Tussen de armen is een lauwerkrans geplaatst en op de bovenste arm staat GRATI en op de andere armen staat PRINCEPS ET PATRIA, CAROLVS IMP.ET REX.
Dat kan worden vertaald als "In dankbaarheid, prins en koning, Karel keizer en koning".
Op de keerzijde staan de Oostenrijkse keizerskroon, de zogenaamde rudolfinische kroon en de Hongaarse Stefanskroon met daaronder het keizerlijke monogram C voor Carolus. op de horizontale armen van het kruis staan de Latijnse woorden VITAM ET SANGVINEM (leven en bloed) terwijl de onderste arm het jaartal MDCCCCXVI draagt.
Men droeg de onderscheiding aan een driehoekig gevouwen rood lint met horizontale witte strepen langs de rand op de linkerborst. Er werden 651.000 Karel-Troepen-Kruizen uitgereikt. In het protocol van de Oostenrijkers, de officiële draagvolgorde van de Oostenrijkse onderscheidingen kwam het kruis op de 46e plaats na het IJzeren Burgerlijk Kruis van Verdienste.

## Gedecoreerde
- László Deák
- József Grassy
- Paul Bernaschek
- Zoltán Pisky
- Herbert von Obwurzer